# Carl Ludwig Schläpfer
Carl Ludwig Schläpfer (* 16. November 1833 in Neapel; † 7. Oktober 1916 in Fratte di Salerno (Kampanien); heimatberechtigt in Rehetobel) war ein Schweizer Industrieller und Textilunternehmer aus dem Kanton Appenzell Ausserrhoden.

## Leben
Carl Ludwig Schläpfer war ein Sohn von Johann Conrad Schläpfer, Mitbegründer der Textilfirma Schlaepfer Wenner und Compagnie in Fratte di Salerno, und Enrichetta Stefania Just. Im Jahr 1861 heiratete er Stephanie Wenner, Tochter von Friedrich Albert Wenner. Eine zweite Ehe ging er 1886 mit Elisa Fries, Tochter des David Fries, ein.
Schläpfer besuchte bis 1850 die Industrieschule St. Gallen. Danach machte er eine Chemikerausbildung in der väterlichen Firma. In dieser arbeitete er ab 1856 als Prokurist und ab 1871 bis 1881 als technischer Direktor. Von 1881 bis 1900 war er führendes Mitglied der Geschäftsleitung. Unter Schläpfers Direktion nahm das Unternehmen, zu dem Spinnereien, Webereien, Färbereien sowie Appreturen gehörten, einen rasanten Aufschwung. Er beschäftigte im Jahr 1899 rund 2500 Personen. Schläpfer gründete zudem eine Kartoffelstärke- und eine Zementfabrik. Er besass zwei Landwirtschaftsgüter bei Salerno. Auf diesen probierte er neue Anbaumethoden aus. Im Jahr 1916 fusionierte die Schlaepfer Wenner und Compagnie mit der von David Vonwiller gegründeten Firma Aselmeyer und Compagnie in Salerno. In deren Direktion war Schläpfers Bruder Conrad Gustav Schläpfer tätig. Die Familie Schläpfer hielt ein Viertel des Aktienkapitals des neuen Unternehmens. Dieses gelangte 1918 auf Druck nationalistischer Kreise in italienische Hände.
Schläpfer war Präsident der 1871 gegründeten Ausländergemeinde von Fratte di Salerno. Er amtierte als Vizepräsident der dortigen Handelskammer und war Regierungsvertreter in der Gewerbeschule Salerno. Er erhielt eine Ehrung als Ritter des Ordens der Krone von Italien.